# Championnats d'Europe d'haltérophilie 1951
Navigation
Édition précédente Édition suivante
Les championnats d'Europe d'haltérophilie 1951, trente-et-unième édition des championnats d'Europe d'haltérophilie, ont eu lieu en 1951 à Milan, en Italie.

## Résultats
| Catégorie | Or                | Or       | Argent          | Argent   | Bronze             | Bronze   |
| --------- | ----------------- | -------- | --------------- | -------- | ------------------ | -------- |
| - 56 kg   | Ettore Amati      | 265 kg   | Arvo Vehkonen   | 262,5 kg | Andrija Malec      | 245 kg   |
| - 60 kg   | Johan Runge       | 310 kg   | Julian Creus    | 302,5 kg | Max Heral          | 295 kg   |
| - 67,5 kg | Ermanno Pignatti  | 317,5 kg | Josef Tauchner  | 315 kg   | Roger Rubini       | 305 kg   |
| - 75 kg   | Johannes Smeekens | 355 kg   | Georges Firmin  | 355 kg   | André Dochy        | 342,5 kg |
| - 82,5 kg | Jean Debuf        | 392,5 kg | Wilhelm Flenner | 362,5 kg | Augusto Fiorentini | 357,5 kg |
| - 90 kg   | Raymond Herbaux   | 362,5 kg | Luciano Zardi   | 352,5 kg | Franz Eibler       | 345 kg   |
| + 90 kg   | Heinz Schattner   | 405 kg   | Melvin Barnett  | 395 kg   | Wilhelm Hafenscher | 380 kg   |